# Génératrice (mathématiques)
Pour les articles homonymes, voir Génératrice.
En mathématiques, une génératrice est une figure ou une ligne dont le déplacement engendre une surface. Ces surfaces peuvent être par exemple des surfaces réglées ou de révolution.

## Lignes génératrices
Une ligne génératrice est une ligne courbe ou droite dont le déplacement suivant une ligne simple, appelée directrice, engendre une surface,.
Comme exemples de surfaces générées par des droites génératrices, nous pouvons citer les surfaces coniques, cylindriques, pyramidales et prismatiques .
| Surface             | Génératrice                                                        | Directrice                  |
| ------------------- | ------------------------------------------------------------------ | --------------------------- |
| Surface conique     | Droite qui passe par un point fixe.                                | Courbe simple fermée.       |
| Surface cylindrique | Droite qui se déplace dans l’espace selon une direction constante. | Courbe simple fermée.       |
| Surface pyramidale  | Droite qui passe par un point fixe.                                | Ligne simple brisée fermée. |
| Surface prismatique | Droite qui se déplace dans l’espace selon une direction constante. | Ligne simple brisée fermée. |

## Figures génératrices
Une figure génératrice est « une figure qui permet d’en construire une autre par sa révolution autour d’un point ou d’un axe ».
Comme exemples de surfaces générées par des figures génératrices, nous pouvons citer les surfaces quadriques de révolution. 
| Surface                    | Génératrice        | Axe de révolution |
| -------------------------- | ------------------ | --- |
| Cône de révolution         | Triangle rectangle | Un des côtés droits du triangle. |
| Cylindre de révolution     | Rectangle          | Un des côtés du rectangle. |
| Paraboloïde de révolution  | Parabole           | L'axe de symétrie de la parabole. |
| Hyperboloïde de révolution | Hyperbole          | Un des deux axes de symétrie de l'hyperbole. L'hyperboloïde de révolution est à deux nappes si l'axe de rotation est l'axe focal ou à une nappe si l'axe de rotation est l'axe non focal. |
| Ellipsoïde de révolution   | Ellipse            | Un des deux axes de symétrie de l'ellipse. L’ellipsoïde de révolution est allongé si l'axe de rotation est le grand axe ou aplati si l'axe de rotation est le petit axe.                  |
| Sphère                     | Cercle             | Diamètre du cercle. |